# Gustavo Elizondo
Gen. Gustavo Elizondo fue un militar mexicano que participó en la Revolución mexicana. Nació en Múzquiz, Coahuila, aproximadamente en 1875. Se unió al carrancismo en 1913. En la Convención de Aguascalientes de 1914 estuvo representado por Eduardo C. González. Posteriormente apoyó a Álvaro Obregón y secundó la Rebelión de Agua Prieta. Fue jefe de operaciones en Puebla y Tlaxcala. Murió en 1922 en un accidente durante una cacería. 